# 6073 Tähtiseuraursa
6073 Tähtiseuraursa è un asteroide della fascia principale. Scoperto nel 1939, presenta un'orbita caratterizzata da un semiasse maggiore pari a 2,6196423 au e da un'eccentricità di 0,1296902, inclinata di 12,21236° rispetto all'eclittica.